# Lista de jogos mais vendidos para Nintendo 3DS
Esta lista contém os jogos mais vendidos de Nintendo 3DS, até então ao redor do mundo. Está incluso tanto vendas físicas quanto digitais (em milhões). O total de jogos vendidos de Nintendo 3DS, até janeiro de 2014, soma 155.29 milhões.

## Top 20
| Ano  | Jogo                                       | Vendas Totais | Gênero       | Desenvolvedora                | Publicado |
| ---- | ------------------------------------------ | ------------- | ------------ | ----------------------------- | --------- |
| 2016 | Pokémon Sun e Moon                         | 14.69         | RPG          | Game Freak                    | Nintendo  |
| 2013 | Pokémon X e Y                              | 13.85         | RPG          | Game Freak                    | Nintendo  |
| 2011 | Mario Kart 7                               | 11.70         | Corrida      | Retro Studios                 | Nintendo  |
| 2011 | Super Mario 3D Land                        | 10.00         | Plataforma   | Nintendo EAD                  | Nintendo  |
| 2014 | Pokémon Omega Ruby e Alpha Sapphire        | 9.94          | RPG          | Game Freak                    | Nintendo  |
| 2012 | New Super Mario Bros. 2                    | 9.16          | Plataforma   | Nintendo EAD                  | Nintendo  |
| 2012 | Animal Crossing: New Leaf                  | 8.94          | Simulação    | Nintendo EAD Monolith Soft    | Nintendo  |
| 2014 | Super Smash Bros. for 3DS                  | 6.75          | Jogo de Luta | Namco Bandai/Sora Ltd.        | Nintendo  |
| 2013 | Luigi's Mansion: Dark Moon                 | 4.48          | Aventura     | Next Level Games              | Nintendo  |
| 2013 | Tomodachi Life                             | 4.15          | Simulação    | Nintendo SPD                  | Nintendo  |
| 2013 | Monster Hunter 4                           | 4.10          | RPG          | Capcom                        | Capcom    |
| 2011 | The Legend of Zelda: Ocarina of Time 3D    | 3.70          | Ação/RPG     | Nintendo EAD Grezzo           | Nintendo  |
| 2011 | Nintendogs + Cats                          | 3.50          | Pet Games    | Nintendo EAD                  | Nintendo  |
| 2014 | Monster Hunter 4 Ultimate                  | 3.40          | RPG          | Capcom                        | Capcom    |
| 2014 | Yo-Kai Watch 2: Ganso/Honke                | 3.04          | RPG          | Level-5                       | Level-5   |
| 2013 | The Legend of Zelda: A Link Between Worlds | 2.51          | Ação/RPG     | Nintendo EAD Group No. 3      | Nintendo  |
| 2011 | Monster Hunter Tri                         | 2.50          | RPG          | Capcom                        | Capcom    |
| 2014 | Yo-Kai Watch 2: ShinUchi                   | 2.40          | RPG          | Level-5                       | Level-5   |
| 2012 | Paper Mario: Sticker Star                  | 2.21          | RPG          | Intelligent Systems e Vanpool | Nintendo  |
| 2013 | Mario & Luigi: Dream Team                  | 2.08          | RPG          | AlphaDream Good-Feel          | Nintendo  |
| 2015 | The Legend of Zelda: Majora's Mask 3D      | 2.03          | Ação/RPG     | Nintendo EAD                  | Nintendo  |
| 2014 | Kirby: Triple Deluxe                       | 1.70          | Plataforma   | Nintendo EAD                  | Nintendo  |

## Por Gênero

### Ação/Aventura
| Ano  | Jogo                                       | Vendas Totais | Gênero    | Desenvolvedora           | Publicado |
| ---- | ------------------------------------------ | ------------- | --------- | ------------------------ | --------- |
| 2011 | The Legend of Zelda: Ocarina of Time 3D    | 3.70          | Ação/RPG  | Nintendo EAD Grezzo      | Nintendo  |
| 2011 | Nintendogs + Cats                          | 3.50          | Pet Games | Nintendo EAD             | Nintendo  |
| 2013 | The Legend of Zelda: A Link Between Worlds | 2.51          | Ação/RPG  | Nintendo EAD Group No. 3 | Nintendo  |

### RPG
| Ano  | Jogo                                | Vendas Totais | Gênero | Desenvolvedora       | Publicado |          |
| ---- | ----------------------------------- | ------------- | ------ | -------------------- | --------- | -------- |
| 2016 | Pokémon Sun e Moon                  | 14.69         | RPG    | Game Freak           | Nintendo  |          |
| 2013 | Pokémon X e Y                       | 13.85         | RPG    | Game Freak           | Nintendo  |          |
| 2014 | Pokémon Omega Ruby e Alpha Sapphire | 9.94          | RPG    | Game Freak           | Nintendo  |          |
| 2013 | Monster Hunter 4                    | 4.10          | RPG    | Capcom               | Nintendo  | Capcom   |
| 2014 | Monster Hunter 4 Ultimate           | 3.40          | RPG    | Capcom               | Nintendo  | Capcom   |
| 2014 | Yo-Kai Watch 2: Ganso/Honke         | 3.04          | RPG    | Level-5              | Nintendo  | Level-5  |
| 2011 | Monster Hunter Tri                  | 2.50          | RPG    | Capcom               | Nintendo  | Capcom   |
| 2014 | Yo-Kai Watch 2: ShinUchi            | 2.40          | RPG    | Level-5              | Nintendo  | Level-5  |
| 2013 | Mario & Luigi: Dream Team           | 2.08          | RPG    | AlphaDream Good-Feel | Nintendo  | Nintendo |

### Simulação
| Ano  | Jogo                      | Vendas Totais | Gênero       | Desenvolvedora             | Publicado |
| ---- | ------------------------- | ------------- | ------------ | -------------------------- | --------- |
| 2012 | Animal Crossing: New Leaf | 8.94          | Simulação    | Nintendo EAD Monolith Soft | Nintendo  |
| 2012 | Tomodachi Life            | 4.15          | Simulação    | Nintendo SPD               | Nintendo  |
| 2014 | Super Smash Bros. for 3DS | 6.75          | Jogo de Luta | Namco Bandai/Sora Ltd.     | Nintendo  |

### Plataforma
| Ano  | Jogo                                  | Vendas Totais | Gênero     | Desenvolvedora | Publicado |
| ---- | ------------------------------------- | ------------- | ---------- | -------------- | --------- |
| 2011 | Super Mario 3D Land                   | 10.00         | Plataforma | Nintendo EAD   | Nintendo  |
| 2011 | New Super Mario Bros. 2               | 9.16          | Plataforma | Nintendo EAD   | Nintendo  |
| 2015 | The Legend of Zelda: Majora's Mask 3D | 2.03          | Ação/RPG   | Nintendo EAD   | Nintendo  |
| 2014 | Kirby: Triple Deluxe                  | 1.70          | Plataforma | Nintendo EAD   | Nintendo  |

## Por Desenvolvedora
| Ano  | Jogo                                       | Vendas Totais | Gênero        | Desenvolvedora         | Publicado |
| ---- | ------------------------------------------ | ------------- | ------------- | ---------------------- | --------- |
| 2016 | Pokémon Sun e Moon                         | 14.69         | RPG           | Game Freak             | Nintendo  |
| 2013 | Pokémon X e Y                              | 13.85         | RPG           | Game Freak             | Nintendo  |
| 2013 | Monster Hunter 4                           | 4.10          | RPG           | Capcom                 | Capcom    |
| 2014 | Pokémon Omega Ruby e Alpha Sapphire        | 9.94          | RPG           | Game Freak             | Nintendo  |
| 2014 | Monster Hunter 4 Ultimate                  | 3.40          | RPG           | Capcom                 | Capcom    |
| 2015 | The Legend of Zelda: Majora's Mask 3D      | 2.03          | Ação/RPG      | Nintendo EAD           | Nintendo  |
| 2011 | Super Mario 3D Land                        | 10.00         | Plataforma    | Nintendo EAD           | Nintendo  |
| 2011 | Mario Kart 7                               | 9.94          | Corrida       | Nintendo EAD           | Nintendo  |
| 2011 | New Super Mario Bros. 2                    | 9.16          | Plataforma    | Nintendo EAD           | Nintendo  |
| 2012 | Animal Crossing: New Leaf                  | 8.94          | Simulação     | Nintendo EAD           | Nintendo  |
| 2012 | Fire Emblem Awakening                      | 2.02          | RPG           | Intelligent Systems    | Nintendo  |
| 2014 | Super Smash Bros. for 3DS                  | 6.75          | Jogo de Luta  | Namco Bandai/Sora Ltd. | Nintendo  |
| 2013 | Luigi's Mansion: Dark Moon                 | 5.00          | Ação/Aventura | Next Level Games       | Nintendo  |
| 2013 | The Legend of Zelda: A Link Between Worlds | 2.51          | Ação/RPG      | Nintendo EAD           | Nintendo  |
| 2015 | The Legend of Zelda: Tri Force Heroes      | 1.14          | Ação/RPG      | Nintendo EPD Grezzo    | Nintendo  |
| 2016 | Yo-Kai Watch 3                             | 1.50          | RPG           | Level-5                | Level-5   |

## col2
1. ↑  «Hardware and Software Sales Units». Nintendo. Consultado em 8 de novembro de 2014
2. 1 2 3 4 5 6 7 8 9 10 11 12 13 14 15 16 17 18 19 20 21 22 23 24 25 26  «Top Selling Software - 3DS». Nintendo. Consultado em 8 de maio de 2015
3. 1 2 3 4 5 6 7 8 9  «Financial Results Briefing Q3 2014 (PDF)» (PDF). Nintendo. Consultado em 29 de janeiro de 2015
4. 1 2 3  «Capcom». Consultado em 8 de novembro de 2014
5. ↑  «Nintendogs + cats (Nintendo 3DS)». VG Chartz. Consultado em 31 de janeiro de 2014
6. 1 2 3  «Capcom FY 2014/2015 Results». NeoGaf. Consultado em 8 de maio de 2015
7. ↑  «Media Create Sales: 12/15/14 – 12/21/14». Gematsu. Consultado em 17 de dezembro de 2014
8. ↑  «Financial Results Briefing for Fiscal Year Ended March 2014 (Briefing Date: 5/8/2014) Supplementary Information (PDF)» (PDF). Nintendo. Consultado em 14 de dezembro de 2014
9. 1 2  «Monster Hunter Tri (Nintendo 3DS)». VG Chartz. Consultado em 31 de janeiro de 2014
10. ↑  «Media Create Sales: 1/19/15 – 1/25/15». Gematsu. Consultado em 29 de janeiro de 2015
11. ↑  «Nintendogs + cats (Nintendo 3DS)». VG Chartz. Consultado em 31 de janeiro de 2014
12. 1 2  «Financial Results Briefing for Fiscal Year Ended March 2014 (Briefing Date: 5/8/2014) Supplementary Information (PDF)» (PDF). Nintendo. Consultado em 14 de dezembro de 2014
13. ↑  «Media Create Sales: 12/15/14 – 12/21/14». Gematsu. Consultado em 17 de dezembro de 2014
14. ↑  «Media Create Sales: 1/19/15 – 1/25/15». Gematsu. Consultado em 29 de janeiro de 2015
15. ↑  «Financial Results Briefing for Fiscal Year Ended March 2016 (Briefing Date: April 27, 2016) Supplementary Information (PDF)» (PDF). Nintendo. Consultado em 7 de setembro de 2016
16. ↑  «Media Create Sales: 11/7/16 – 11/13/16». Gematsu. Consultado em 17 de novembro de 2016

Predefinição:Jogo-nitendo